# Le Monteil-au-Vicomte
 Le Monteil-au-Vicomte  (en occitano lo Monteilh-deu-Viscomte) es una comuna (municipio) de Francia, en la región de Lemosín, departamento de Creuse, en el distrito de Aubusson y cantón de Royère-de-Vassivière.
Su población en el censo de 1999 era de 266 habitantes.
Está integrada en la Communauté de communes de Bourganeuf - Royère-de-Vassivière.

## Demografía
| 273 | 289 | 281 | 287 | 248 | 266 |
| Para los censos de 1962 a 1999 la población legal corresponde a la población sin duplicidades (Fuente: INSEE [Consultar]) |     |     |     |     |     |